# Buena Park
Buena Park è una città nel nordovest dell'Orange County, situata a circa 20 km in direzione nordest da Santa Ana che è il capoluogo e città più popolosa della contea.
La città ha una popolazione di circa 80.530 abitanti. Nata inizialmente come piccolo centro agricolo, la città è oggi diventata una zona residenziale nonché un luogo turistico, in particolare grazie alle attrazioni offerte dal parco di divertimenti Knott's Berry Farm.